# Rhinolophus pearsonii
Rhinolophus pearsonii es una especie de murciélago de la familia Rhinolophidae.

## Distribución geográfica
Se encuentra en Bután, China, India, Laos, Malasia, Birmania, Nepal, Tailandia y  Vietnam.